# Pterorthacris subcallosa
Pterorthacris subcallosa is een rechtvleugelig insect uit de familie Pyrgomorphidae. De wetenschappelijke naam van deze soort is voor het eerst geldig gepubliceerd in 1921 door Uvarov.